# 語歌堂
語歌堂（ごかどう）は埼玉県秩父郡横瀬町にある臨済宗南禅寺派の寺院で、山号は小川山と号する。秩父札所の第五番であり、横瀬町の史跡に指定されている。なお、札所の納経所は語歌堂から250mほど東に離れた長興寺で、観音堂と別当寺という札所本来の形を残している。
本尊真言：おん しゃれい それい そんでい そわか
ご詠歌：父母の恵みも深き語歌の堂 大慈大悲の誓いたのもし

## 歴史
長興寺の大旦那である本間孫八により建立された。語歌堂と言う名前の由来についてはこのような伝承がある。孫八は和歌の道に親しむ風流人で歌の道を極めようと精進しており、ある日ひとり堂にこもって歌想を練っていた。そこへ1人の僧が訪ねてきて、2人は夜を徹して和歌の奥義について論じ合ったが、翌朝孫八が目を覚ました時には旅の僧の姿はすでになかった。実はこの旅の僧は救世観世音菩薩（聖徳太子という説もあり）の化身であり、それを悟った孫八はこの観音堂を語歌堂と名付けたと言う。現在の観音堂は文化年間（1804～18）地元棟梁の作として伝えられており、四間四方の方形造りで仁王門を構えている。

## 文化財
准胝観世音菩薩像
慈覚大師作と伝えられる。准胝観世音菩薩は仏母ともいわれ、密教の女性尊で除災、延命、求児、除病などを司るといわれている。日本百観音霊場の中で、准胝観音が本尊として祀られているのはここ秩父札所五番の語歌堂と西国三十三所十一番上醍醐寺の2ヶ所だけで希少である。

## 交通
- 西武秩父駅または秩父駅より西武観光バス「定峰・皆野駅ゆき」にて「語歌橋」下車 徒歩3分
- 四番札所金昌寺より徒歩20分[1]
- 納経所（長興寺）へは徒歩3分

## 前後の札所
秩父札所（江戸巡礼古道）
4 金昌寺 -- (1.3km)-- 5 語歌堂 -- (2.7km)-- 6 卜雲寺
または
5 語歌堂 -- (2.0km)-- 7 法長寺 -- (0.7km)-- 6 卜雲寺